# Kuvaiti Köztársaság
A Kuvaiti Köztársaság (arabul: جمررييب البييي) Szaddám Huszein iraki diktátor által létesített bábállam volt Kuvait területén 1990-ben, amely egész pontosan három hétig állt fenn. Azt követően Irak annektálta Kuvaitot és betagolta saját közigazgatásába.

## Előzmények
Iraknak a számára igencsak megterhelő iráni háború során hatalmas adósságai keletkeztek több ország felé is. Kuvaittal szemben ez 14 és 65 milliárd amerikai dollár közöttire rúgott. Szaddám Kuvait lerohanásával akarta megszüntetni ezt a fennálló adósságot, illetve a gazdag kuvaiti kőolajmezőkre is rá akarta tenni a kezét.
A kuvaiti invázióra olyan ürügyeket sorakoztatott fel egyebek mellett, miszerint Kuvait régebben mindig is Irak részét alkotta. A két ország között eleinte gazdasági háború bontakozott ki: Kuvait 40%-kal növelte olajkitermelését. Erre Szaddám azzal vádolta meg a kuvaitiakat, hogy ez a mennyiség ún. ferdefúrások-ból származik, mellyel az iraki kőolajkészletet csapolják meg.

## Kuvait lerohanása
1990. augusztus 2-án az Iraki Köztársasági Gárda 88 ezer katonával támadást indított Kuvait ellen; kezdetét vette az öbölháború nyitánya. Kuvait hadereje alig 20 ezer fő volt, így az irakiak azt részben felmorzsolták, részben kiszorították Szaúd-Arábia és Bahrein területére, míg Dzsáber al-Ahmed asz-Szabáh király, Kuvait uralkodója Szaúd-Arábiába menekült.
A bevonuló iraki csapatok rengeteg kuvaitit megkínoztak és megöltek, miközben Szaddám Husszein azon nyilatkozatot tette közzé, hogy erői a király ellen harcoló kuvaiti forradalmárokat érkeztek megsegíteni. Nyilatkozatában továbbá a királyt és családját antidemokratikusnak, zsarnoknak, imperialistának és Izrael-pártinak titulálta, állítva, hogy elsikkasztották Kuvait erőforrásait, így téve szert személyes gazdagságra. Szaddám Kuvait elnemzetietlenítéssel is megvádolta a királyt, mivel az elmúlt években számos, az országban vendégmunkásként dolgozó személy (palesztinok, jordánok, egyiptomiak, indiaiak) kaptak kuvaiti állampolgárságot, így a lakosságnak már csak 40%-a volt autochton kuvaiti. Az iraki erők ezekkel a nem-tősgyökeres kuvaiti emberekkel szemben is több atrocitást műveltek.

## Kollaboráció

### Az első kollaboráns kormány
Néhány állítólagos kuvaiti katonatiszt (négy ezredes és öt őrnagy) augusztus 4-én ideiglenes kormányt alakított. A kabinet tagjai a következőkből álltak:
- A miniszterelnök, védelmi miniszter és megbízott belügyminiszter: Alá Husszein Ali al-Hafadzsi al-Dzsáber ezredes
- Külügyminiszter: Válid Szaúd Muhammad Abdullah alezredes
- Megbízott pénzügyminiszter és az olajkitermelésért felelős miniszter: Fúad Husszein Ahmad alezredes
- Tájékoztatásért felelős miniszter és megbízott közlekedési miniszter: Fadil Hajdár al-Vafiki vezérőrnagy
- Közegészségügyi és népjóléti miniszter: Mizsd al-Hadab vezérőrnagy
- Szociálisügyekért felelős miniszter és megbízott munkaügyi miniszter: Husszein Ali Duhajman al-Sammári alezredes
- Oktatásügyi miniszter és megbízott felsőoktatásügyi miniszter: Názír Manszúr al-Mandil vezérőrnagy
- Belügy- és igazságügyminiszter, valamint vallásügyi megbízott miniszter: Iszám Abd al-Madzsid Husszein vezérőrnagy
- Kereskedelmi, villamosenergia- és tervezésügyi miniszter: Jákub Muhammad Sállal vezérezredes

A megszállók újságot is létrehoztak Al-Nida címmel és augusztus 2-ából, az iraki csapatok bevonulásának napjából nemzeti ünnepet csináltak.
Az új rezsimet iraki mintára szervezték, s ebben Szaddám egyik féltestvére Szabavi Ibrahim al-Tikriti is segédkezett. A bábkormány külügyminisztere Váid Szaúd Abdullah augusztus 5-én zsarolással egyenértékű felhívást intézett azon országokhoz, amelyek szankciót vezettek be Irak és az általa patronált kuvaiti kormány ellen, miszerint a kormány cselekvésükhöz mérten fog Kuvaitban levő érdekeikkel és ott tartózkodó állampolgáraikkal bánni.

### A Kuvaiti Köztársaság kikiáltása
A harsány iraki propaganda bár állította, hogy az iraki erők csak néhány hétig maradnak az országban, amíg meg nem erősítik az új, demokratikus rendet, amely garantálja aztán a belső biztonságot és utána az irakiak kivonulnak, hogy megkezdődhessen a valódi virágzás korszaka. Ennek ellenére Szaddám nem tudta meggyőzni a kuvaiti ellenzéket, hogy vegyen részt a kormányalakításban, sőt az ellenzék egyhangúlag kiállt az elűzött király mellett, míg a kuvaiti nép elsöprő többsége ellenségként kezelte az irakiakat. Ez és a bevezetett külföldi megszorító intézkedések miatt az új rezsim hamar életképtelenné vált. Hozzájárult ehhez, hogy a bábkormány olyan gazdasági intézkedéseket is tett, mint többek között a kuvaiti dinár árfolyamát az iraki dinárhoz igazította, amely hiperinflációt idézett elő. Azt megelőzően egy kuvaiti dinár 4 amerikai dollárt ért!
Szaddám jóformán csak az itt élő palesztinokra (akik főleg jordániai palesztinok voltak) támaszkodhatott, mivel egyedül ők támogatták az irakiakat. A Kuvaitban élő palesztinok szimpátiájának oka valószínűleg az lehetett, hogy a többi vendégmunkással ellentétben velük rosszabbul bántak és sosem kaptak teljeskörű állampolgári jogokat. Más külföldi vendégmunkások az inváziót követően elhagyták Kuvaitot, a palesztinok közül azonban sokan itt maradtak. Megjegyzendő mindamellett, hogy ez a szimpátia nem vonatkozott minden palesztinra, sőt közülük is legalább 200 ezren távoztak Kuvaitból, miután Szaddám lerohanta az országot. Sőt 1990. szeptemberében 3000 palesztin diákot rúgott ki az iraki oktatásügyi minisztérium az itteni egyetemekről, majd októberben még további elbocsátásokra került sor. Volt továbbá egy alkalom, amikor palesztinok Kuvaitvárosban a királyt éltető demonstráción vettek részt.
Augusztus 7-én Alá Husszein Ali külügyminiszter bejelentette a Kuvaiti Köztársaság megalakulását, amellyel végleg megdöntötték a monarchiát. Egy napra rá Irak történelmi kapcsokra hivatkozva bejelentette Irak és Kuvait egyesülését.
A szabad ideiglenes kuvaiti kormány úgy döntött, hogy az arabok lovagja és seregük vezetője, Szaddám Huszein tábornagy vezetésével az iraki néphez fordul, hogy megállapodjanak abban, miszerint fiaiknak vissza kell térniük a nagy családjukhoz, hogy Kuvait térjen vissza a nagy Irakba - az anyaországba -, így teljes egységben egyesüljék Kuvait és Irak.

## Kuvait annektálása
Husszein Ali lett a miniszterelnökhelyettes, míg Kuvait élére kormányzóként Ali Hasszán al-Madzsid (a hírhedt Vegyi Ali) került. Augusztus 28-án megszűnt a Kuvaiti Köztársaság és helyén létrejött a Kuvaiti Kormányzóság, Irak újdonsült közigazgatási egysége, míg északi részét a bászrai kormányzósághoz csatolták. Kuvait önállóságát ezzel Szaddám felszámolta.

## Kuvait visszafoglalása
Az ENSZ követelte, hogy Irak haladéktalanul vonuljon ki Kuvaitból, hogy visszaálljon az országi területi integritása és függetlensége. Irak ezt megtagadta, mire az amerikai és szövetséges csapatok támadásba lendültek, melyekhez csatlakoztak a megmaradt kuvaiti erők is. Kuvaitot heteken belül felszabadították és helyreállították a királyságot. Alá Husszein kivételével a korábbi bábkormány többi tagja feltétel nélkül megadta magát.

## A kollaboránsok sorsa
Az irakiakkal kollaboráló Alá Husszein a szövetségesek győzelme után Irakba menekült, ahol 1998-ig élt, jóllehet már 1994-ben eltávolodott Szaddám Husszeintől. Távollétében, 1993-ban halálbüntetést szabtak ki rá, amint ugyan megfellebbezett, de kérelmét elutasították.
Alá Husszein Irakból való távozása után rövid ideig Norvégiában tartózkodott, majd ismeretlen okokból visszatért Kuvaitba, ahol letartóztatták és megismételt eljárásban bíróság elé állították. A rá kiszabott halálbüntetés ellen ezúttal nem lebbezett fel, az ítéletet 2000 májusában helyben hagyták és elrendelték kivégzését. 2001 márciusában a halálbüntetést életfogytiglani szabadságvesztésre változtatták.
Alá Husszein ma is börtönben ül Kuvaitban. Ugyan a mai napig fenntartja, hogy az irakiak családja kivégzésével zsarolták, ezért ment bele a bábkormány és a későbbi bábköztársaság létrehozásába. Ezzel szemben a kabinet maradék nyolc egykori tagja egyhangúlag állította, hogy Alá zsarolta meg őket és bírta rá a kollaborációban való részvételre. Ezeket a személyeket idővel rehabilitálták, nyugdíjba is vonulhattak és azóta szabadon élnek Kuvaitban.
A Kuvaitban élő palesztinokat, mivel az irakiak mellett álltak a megszállás során, az állam és a lakosság elűzte az országból. A háború előtt körülbelül 400 ezer palesztin illetőségű élt és dolgozott Kuvaitban, 1991 márciusára pillanatok alatt alig 150 ezren maradtak. A továbbiakban ők is elhagyták Kuvaitot, így végül csak 7000 palesztin maradt az országban.
Militáns kuvaiti csoportok több tucat palesztint megöltek, százakat megkínoztak, továbbá számos palesztin került bíróság elé. Az ellenük felhozott vádak több esetben valószínűleg csak koholtak lehettek. A kuvaiti hatóságok az itteni vagyonukat is kisajátították, amely egy 1992-es becslés szerint mintegy tízmilliárd dollárra rúgott.
Kuvait később sem bocsátott meg a palesztinoknak, sőt 2004-ben követelte is, hogy a Palesztinai Felszabadítási Szervezet kérjen nyíltan bocsánatot Kuvaittól, mert az öbölháború idején Szaddám mellett foglalt állást. Jasszer Arafat utóda Mahmúd Abbász ezt végül meg is tette.
A viszony Palesztina és Kuvait között csak 2012-ben normalizálódott, amikor újra megnyitották az országban a palesztin nagykövetséget. Idővel már 80 ezer főre nőtt a Kuvaitban élő palesztinok száma.

## Külső hivatkozások
1. ↑  Dilip Hiro: Desert Shield to Desert Storm: The Second Gulf War. Lincoln, NE: iUniverse, Inc. 2003. 105. o.
2. 1 2  Új Szó, 1990. augusztus 8. (43. évfolyam), 2. o.
3. ↑  RECONSTRUCTION AFTER THE PERSIAN GULF WAR (countrystudies.us)
4. ↑  The PLO in Kuwait (greenleft.org)
5. ↑  Angry welcome for Palestinian in Kuwait (http://news.bbc.co.uk/)
6. ↑  Kuweit vertreibt die letzten Palästinenser, Jordanien leidet unter der Flüchtlingslast (spiegel.de)
7. ↑  AFTER THE WAR: Kuwait; Palestinians in Kuwait Face Suspicion and Probable Exile (nytimes.com)
8. ↑  Abbas says sorry to Kuwaiti people (gulfnews.com)
9. ↑  Palestinians Reopen EmbassyIn Kuwait After Two Decades (al-monitor.com)

## Fordítás
- Ez a szócikk részben vagy egészben  a   Republic of Kuwait című angol Wikipédia-szócikk fordításán alapul.  Az eredeti cikk szerkesztőit annak laptörténete sorolja fel. Ez a jelzés csupán a megfogalmazás eredetét és a szerzői jogokat jelzi, nem szolgál a cikkben szereplő információk forrásmegjelöléseként.